# بلایت‌ویل (آرکانزاس)
بلایت‌ویل (آرکانزاس) (به انگلیسی: Blytheville, Arkansas) یک شهر در ایالات متحده آمریکا با جمعیت ۱۵٬۶۲۰ نفر است که در آرکانزاس واقع شده‌است.

## موقعیت جغرافیایی
موقعیت جغرافیایی شهرها و مناطق اطراف به شرح زیر است: